# Reverse logistics
Reverse logistics (Engels voor omgekeerde logistiek) is een onderdeel van de logistiek dat zich bezighoudt met de situaties waarbij het product teruggezonden wordt. Dit kan zijn bij een defect of ter voorkoming van impulsaankopen tijdens de wettelijke zichttermijn. Ook terugroepacties behoren tot reverse logistics. Na controle (cosmetisch of elektronisch) wordt er een bestemming gekozen. Dit kan zijn reparatie, herinzet of milieuvriendelijk verwerken door daarvoor aangestelde verwerkingsbedrijven. Door deze werkwijze kunnen bedrijven een betere service verlenen aan haar klanten en kosten besparen. 
Het meest wordt reverse logistics gebruikt voor het inzamelen van producten die na herstel of verwerking een hogere waarde hebben dan de kosten van het reverse logistics' circuit. 
Afnemende grondstofvoorraden en toenemende milieueisen maken het noodzakelijk verder te kijken dan het moment van aflevering bij de klant van de geproduceerde goederen. 
Met name voor producten met kostbare materialen en onderdelen of milieuschadelijke stoffen is een efficiënt systeem van inzamelen, demontage en opwerking (hergebruik) of afvalverwerking nodig. 
Ook het innemen van geretourneerde (defecte of ongewenste) bestelling hoort tot de reverse logistics.